# Messin'
Messin’ is het derde studioalbum van Manfred Mann's Earth Band. Dit album is in de Verenigde Staten uitgebracht onder de titel Get your rocks off. De samenstelling van het Amerikaanse album is ook enigszins afwijkend van de Britse en Europese.

## Muzikanten
- Manfred Mann – orgel, mellotron, synthesiser, zang
- Mick Rogers – zang, gitaar
- Chris Slade – drums
- Colin Pattenden – basgitaar

Het achtergrondkoor bestond uit Vicki Brown, Liza Strikel, Judith Powell en Ruby James. De geluidseffecten op Messin’ (machines en dierentuin) zijn verzorgd door Laurie Baker.

## Muziek
Net als op de voorgaande albums speelt Manfred Mann’s Earth Band ook op deze plaat zowel heavy rockmuziek (met lange solo’s van gitaar en keyboard) als melodieuze, gevoelige stukken. Maar de muziek op dit album is over het algemeen wat toegankelijker dan op de eerdere albums. Het album begint met de rockende titelsong Messin’, dat een aanklacht is tegen de milieuvervuiling (zie ook de hoes). De band zingt onder meer We're messin' up the land, we're messin' up the sea, we're messin' up the air, messin' up on you and me. Ook het bluesnummer Black en blue heeft een maatschappijkritische tekst, deze gaat over de slavernij. Dat was reden voor de Amerikanen om dit nummer niet op hun versie van het album te zetten maar in plaats daarvan Pretty good van singer-songwriter John Prine. Get your rocks off van Bob Dylan is afkomstig van zijn album de The Basement Tapes, die hij samen met The Band heeft opgenomen. Mardi grass day is geschreven door dr. John Creaux, die het in 1970 op zijn plaat Remedies heeft gezet. Cloudy eyes en Sadjoy zijn rustige, instrumentale nummers.

## Elpee: Messin’ (Groot-Brittannië en Europa)

### Kant een
1. Messin'  (Mike Hugg) – 9:54
2. Buddah (Manfred Mann, Mick Rogers) – 7:01
3. Cloudy eyes (Mann) – 5:32

### Kant twee
1. Get your rocks off (Bob Dylan) – 2:51
2. Sadjoy (Mann) – 5:20
3. Black and blue (Chain: Barry Sullivan, Matt Taylor, Phil Manning, Barry Harvey) – 7:21
4. Mardi grass day (Dr John Creaux) – 3:02

## Elpee: Get your rocks off (Verenigde Staten)

### Kant een
1. Messin' (Mike Hugg) – 10:00
2. Pretty good (John Prine) – 4:00
3. Sadjoy (Mann) – 4:30

### Kant twee
1. Get your rocks off  (Bob Dylan) – 3:00
2. Buddah (Manfred Mann, Mick Rogers) – 7:00
3. Cloudy eyes (Mann) – 5:30
4. Mardi grass day (Dr John Creaux) – 3:00

## Bonus tracks heruitgave 1998
Op de heruitgave van 1998 staan twee bonustracks: Pretty good van John Prine (dat eerder op de Amerikaanse versie van het album stond) en de singleversie van Cloudy eyes. 
1. Pretty good (John Prine) – 4:11
2. Cloudy eyes (singleversie) (Mann) – 3:31

## Album
Dit album is in 1973 opgenomen in de Maximum Sound Studios in Londen (waar meerdere albums van Manfred Mann zijn opgenomen). Het album Get your rocks off is uitgebracht in mei 1973 op Polydor Records in de Verenigde Staten en Messin’ in juni 1973 op Philips Records in Groot-Brittannië en Europa. De plaat is geproduceerd door Manfred Mann in samenwerking met geluidstechnici John Edwards en Laurence Latham. Vanaf 1987 is het album te verkrijgen op compact disc. AllMusic waardeerde Messin’ met vier sterren (maximaal vijf) en Get your rocks off kreeg drie en een halve ster. Get your rocks off stond twee weken in de Amerikaanse albumlijst Billboard 200 op plek 196.